# Minuca burgersi
Minuca burgersi is een krabbensoort uit de familie van de Ocypodidae. De wetenschappelijke naam van de soort werd in 1967 voor het eerst geldig gepubliceerd door de Nederlandse carcinoloog Lipke Holthuis.